# Јонас Бродин
Јонас Бродин (швед. Jonas Brodin — Карлстад, 12. јул 1993) професионални је шведски хокејаш на леду који игра на позицијама одбрамбеног играча.
Члан је сениорске репрезентације Шведске за коју је на међународној сцени дебитовао на светском првенству 2012. године. Са репрезентацијом је освојио и титулу светског првака на СП 2017. године.
Учествовао је на улазном драфту НХЛ лиге 2011. где га је као 10. пика у првој рунди одабрала екипа Минесота вајлдса. За Вајлдсе је у НХЛ дебитовао на утакмици играној 25. јануара 2012. против Детроит ред вингса. Пре одласка у НХЛ три сезоне је играо за шведски Ферјестад са којим је и освојио титулу националног првака у сезони 2010/11.